# Schacholympiade 1966 (Frauen)
Die 3. Schacholympiade der Frauen fand im Oktober 1966 in Oberhausen (Bundesrepublik Deutschland) statt.
 Ebenfalls 1966 wurde die 17. Schacholympiade 1966 der Männer in Havanna ausgetragen.

## Übersicht
Es nahmen 14 Mannschaften mit insgesamt 41 Spielerinnen, davon eine IM (Internationaler Meister der Männer) und 21 Internationale Meisterinnen am Wettbewerb teil. Die 14 Teams spielten ein Rundenturnier. Die Bedenkzeit betrug zweieinhalb Stunden für 40 Züge, danach eine Stunde für jeweils 16 Züge. Die Platzierung wurde aufgrund der Brettpunkte (BP), Mannschaftspunkte (MP) und einer speziellen Berger-Wertung (SB) ermittelt. Austragungsort war die seinerzeit gerade neu errichtete Oberhausener Sporthalle.

## Endstand als Kreuztabelle
| Rg | Mannschaft       | Code | 1 | 2 | 3  | 4 | 5  | 6  | 7  | 8  | 9  | 10 | 11 | 12 | 13 | 14 | BP  | MP | SB     | +  | = | -  |
| -- | ---------------- | ---- | - | - | -- | - | -- | -- | -- | -- | -- | -- | -- | -- | -- | -- | --- | -- | ------ | -- | - | -- |
| 1  | Sowjetunion      | URS  | ● | 0 | 1  | 2 | 2  | 1½ | 2  | 2  | 1½ | 2  | 2  | 2  | 2  | 2  | 22  | 23 | 131.00 | 11 | 1 | 1  |
| 2  | Rumänien         | ROM  | 2 | ● | 1  | 2 | 2  | 1½ | 1  | 1½ | 1½ | 0  | 2  | 2  | 2  | 2  | 20½ | 22 | 136.00 | 10 | 2 | 1  |
| 3  | DDR              | GDR  | 1 | 1 | ●  | ½ | 1  | ½  | 1  | 1  | 1  | 2  | 2  | 2  | 2  | 2  | 17  | 16 | 83.75  | 5  | 6 | 2  |
| 4  | Jugoslawien      | YUG  | 0 | 0 | 1½ | ● | 1½ | 1  | 1  | 1  | 1½ | 1½ | 1½ | 2  | 2  | 2  | 16½ | 19 | 101.00 | 8  | 3 | 2  |
| 5  | Niederlande      | NED  | 0 | 0 | 1  | ½ | ●  | 1  | 1½ | 2  | 1½ | 1½ | 2  | 1½ | 1½ | 2  | 16  | 18 | 91.00  | 8  | 2 | 3  |
| 6  | Tschechoslowakei | CSR  | ½ | ½ | 1½ | 1 | 1  | ●  | 1  | 1  | 1½ | 1½ | 1  | 1½ | 1  | 2  | 15  | 16 | 86.75  | 5  | 6 | 2  |
| 7  | Ungarn           | HUN  | 0 | 1 | 1  | 1 | ½  | 1  | ●  | 1  | 1  | 2  | 2  | 1½ | 1½ | 1½ | 15  | 16 | 81.50  | 5  | 6 | 2  |
| 8  | Bulgarien        | BUL  | 0 | ½ | 1  | 1 | 0  | 1  | 1  | ●  | 1  | 2  | 1  | 1½ | 2  | 2  | 14  | 14 | 67.25  | 4  | 6 | 3  |
| 9  | England          | ENG  | ½ | ½ | 1  | ½ | ½  | ½  | 1  | 1  | ●  | 1½ | 1  | 1½ | 1  | 1½ | 12  | 11 | 50.00  | 3  | 5 | 5  |
| 10 | USA              | USA  | 0 | 2 | 0  | ½ | ½  | ½  | 0  | 0  | ½  | ●  | 1  | 2  | 1½ | 1  | 09½ | 08 | 38.50  | 3  | 2 | 8  |
| 11 | Polen            | POL  | 0 | 0 | 0  | ½ | 0  | 1  | 0  | 1  | 1  | 1  | ●  | ½  | 2  | 2  | 09  | 08 | 34.25  | 2  | 4 | 7  |
| 12 | BR Deutschland   | GER  | 0 | 0 | 0  | 0 | ½  | ½  | ½  | ½  | ½  | 0  | 1½ | ●  | 2  | ½  | 06½ | 04 | 14.00  | 2  | 0 | 11 |
| 13 | Dänemark         | DEN  | 0 | 0 | 0  | 0 | ½  | 1  | ½  | 0  | 1  | ½  | 0  | 0  | ●  | 1½ | 05  | 04 | 17.50  | 1  | 2 | 10 |
| 14 | Österreich       | AUT  | 0 | 0 | 0  | 0 | 0  | 0  | ½  | 0  | ½  | 1  | 0  | 1½ | ½  | ●  | 04  | 03 | 11.25  | 1  | 1 | 11 |

## Beste prozentuale Ergebnisse
| Brett, Platz | Name, Vorname           | Code | Ergebnis  | Prozent |
| ------------ | ----------------------- | ---- | --------- | ------- |
| Brett 1      |                         |      |           |         |
| 1            | Gaprindashvili, Nona    | URS  | 9 aus 11  | 81.8    |
| 2            | Nicolau, Alexandra      | ROM  | 8 aus 10  | 80.0    |
| 3            | Asenova, Venka          | BUL  | 9½ aus 13 | 73.1    |
| Brett 2      |                         |      |           |         |
| 1            | Polihroniade, Elisabeta | ROM  | 7½ aus 9  | 83.3    |
| 2            | Timmer, Hendrika        | NED  | 5 aus 8   | 62.5    |
| 2            | Krizsán-Bilek, Gyuláné  | HUN  | 5 aus 8   | 62.5    |
| 2            | Bruce, Rowena           | ENG  | 7½ aus 12 | 62.5    |
| 2            | Malypetrová, Jana       | CSR  | 7½ aus 12 | 62.5    |
| Reserve      |                         |      |           |         |
| 1            | Zatulovskaya, Tatiana   | URS  | 8½ aus 9  | 94.4    |
| 2            | Just, Gabriele          | GDR  | 8 aus 9   | 88.9    |
| 3            | Jovanović, Katarina     | YUG  | 7 aus 9   | 77.8    |

## Team der Sowjetunion (Olympiasieger)
| Brett   | Name, Vorname          | Ergebnis | Prozent | Platz |
| ------- | ---------------------- | -------- | ------- | ----- |
| 1       | Gaprindashvili, Nona   | 9 aus 11 | 81.8    | 1.    |
| 2       | Kozlovskaya, Valentina | 4½ aus 6 | 75.0    |       |
| Reserve | Zatulovskaya, Tatiana  | 8½ aus 9 | 94.4    | 1.    |

## Ergebnisse der deutschen Spielerinnen

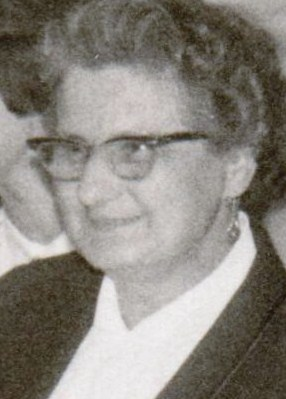
Ottilie Stibaner

| Brett   | Staat          | Name, Vorname          | Ergebnis | Prozent | Platz |
| ------- | -------------- | ---------------------- | -------- | ------- | ----- |
| 1       | DDR            | Keller-Herrmann, Edith | 7 aus 11 | 63.6    | 5.    |
|         | BR Deutschland | Rinder, Frieda         | 3 aus 10 | 30.0    | 12.   |
| 2       | DDR            | Nowarra, Waltraud      | 2 aus 6  | 33.3    |       |
|         | BR Deutschland | Stibaner, Ottilie      | 3 aus 10 | 30.0    | 7.    |
| Reserve | DDR            | Just, Gabriele         | 8 aus 9  | 88.9    | 2.    |
|         | BR Deutschland | Karner, Irmgard        | ½ aus 6  | 8.3     |       |